# Ose sund
Ose sund (även Oset, estniska: Voosi kurk) är ett sund i västra Estland, cirka 90 km sydväst om huvudstaden Tallinn. Det ligger mellan Ormsö i väster och halvön Nuckö i öster, båda i Läänemaa. Sundet förbinder Östersjön i norr med Moonsund i söder. I sundets mitt ligger ön Mäln (Seasaar).